# 北国商城駅
北国商城駅（ほっこくしょうじょうえき、中国語：北国商城站、英語：Beiguo shangcheng Station）は河北省石家庄市長安区にある石家荘地下鉄1号線の駅。2017年6月26日に、1号線の開業とともに供用開始された。この駅は建設中の石家荘地下鉄2号線も乗り入れるため、完成後は1号線最大の乗換駅となる予定。この駅の計画時の駅名は『人民広場駅』。

## 位置
北国商城駅は石家荘市長安区の中山東路と建設北大街の交差点にある。1号線ホームは東西方向に配置されており、2号線ホームは南北方向に配置され。

## 駅構造
両線とも島式ホーム1面2線を有する地下駅。1号線ホームは中山東路りの、2号線ホームは建設北大街りの地下にある。

### のりば
案内上ののりば番号は設定されていない。
| 番線                   | 路線    | 方向 | 行先                 |
| ---------------------- | ------- | ---- | -------------------- |
| 1号線ホーム（地下2階） |         |      |                      |
|                        | ■ 1号線 | 西行 | 西王方面             |
|                        | ■ 1号線 | 東行 | 石家荘東駅・福沢方面 |
| 2号線ホーム（地下3階） |         |      |                      |
|                        | ■ 2号線 | 北行 | 柳辛荘方面           |
|                        | ■ 2号線 | 南行 | 石家荘駅・嘉華路方面 |

## 出入口
出入口は9つあるが、そのうち6つが使用されている。
| 出入口番号   | 出入口がある場所、その周辺                                         |
| ------------ | ------------------------------------------------------------------ |
| 出口 · A · 1 | 中山東路（北側）、建設北大街（東側）、石家庄図書大厦               |
| 出口 · A · 2 | 中山東路（北側）、建設北大街（東側）、石家庄図書大厦               |
| 出口 · A · 3 | 中山東路（北側）、建設北大街（東側）、人民広場                     |
| 出口 · B · 1 | 中山東路（南側）、建設南大街（東側）、石家荘市政府                 |
| 出口 · B · 2 | 中山東路（南側）、建設南大街（東側）、石家荘市第四医院、新天地商城 |
| 出口 · C · 1 | 中山東路（南側）、建設南大街（西側）、北国商城                     |
| 出口 · C · 2 | 中山東路（南側）、建設南大街（西側）、北国商城                     |
| 出口 · D · 1 | 中山東路（北側）、建設北大街（西側）、燕春飯店                     |
| 出口 · D · 3 | 中山東路（北側）、建設北大街（西側）、燕華大厦                     |

## 隣の駅
石家荘地下鉄
■ 1号線
平安大街駅 - 北国商城駅 - 博物院駅
■ 2号線
長安公園駅 - 北国商城駅 - 裕華路駅